# أنجيليكا باخمان
انجيليكا باخمان (بالألمانية: Angelika Bachmann) مواليد 16 مايو 1979 في ميونخ، هي لاعبة كرة مضرب ألمانية سابقة بدأت مسيرتها كمحترفة سنة 1998 وكانت تلعب باليد اليمنى، اعتزلت اللعب في 2010.

## الفردي: 5 (2–3)
| الحصيلة | الرقم | التاريخ       | الدورة              | السطح  | المنافس            | النقاط        |
| ------- | ----- | ------------- | ------------------- | ------ | ------------------ | ------------- |
| الوصيف  | 1.    | 1 مارس 1999   | بوخن، ألمانيا       | سجاد   | فانيسا هينكه       | 2–6 6–4 6–2   |
| الفوز   | 2.    | 1 أكتوبر 2001 | بلزن، التشيك        | ترابية | ريناتا كوسروفا     | 6–2 3–6 6–2   |
| الوصيف  | 3.    | 3 فبراير 2002 | أورتيجي، إيطاليا    | سجاد   | فلافيا بينيتا      | 7–6, 3–6, 6–3 |
| الفوز   | 4.    | 28 يوليو 2003 | باتنج، لوكسمبورغ    | ترابية | بيانكا لاميد       | 6–4 7–6(9–7)  |
| الوصيف  | 5.    | 1 مايو 2007   | شارلوتسفيل، إيطاليا | ترابية | إدينا جالوفيتس هول | 6–3 6–3       |

## روابط خارجية
- أنجيليكا باخمان على موقع رابطة محترفات التنس (الإنجليزية)
- أنجيليكا باخمان على موقع الاتحاد الدولي لكرة المضرب (الإنجليزية)
- أنجيليكا باخمان على موقع بطولة ويمبلدون (الإنجليزية)
- أنجيليكا باخمان على موقع خلاصة التنس.كوم (الإنجليزية)
- أنجيليكا باخمان على موقع إي إس بي إن.كوم (الإنجليزية)